# Argaterma alticola
Argaterma alticola är en insektsart som beskrevs av White 1878. Argaterma alticola ingår i släktet Argaterma och familjen dvärgstritar. Inga underarter finns listade i Catalogue of Life.